# Artabotrys coccineus
Artabotrys coccineus Keay – gatunek rośliny z rodziny flaszowcowatych (Annonaceae Juss.). Występuje naturalnie w Ghanie, Beninie, Nigerii oraz Kamerunie. 

## Morfologia
PokrójZimozielone liany.
LiścieMają podłużnie eliptyczny kształt. Mierzą 5–13 cm długości oraz 2,5–4,5 cm szerokości. Nasada liścia jest klinowa. Wierzchołek jest spiczasty.
KwiatyPojedyncze lub zebrane po 2–3 w kwiatostany. Rozwijają się w kątach pędów. Płatki mają eliptyczny kształt i zielonożółtawą barwę. Osiągają do 18–20 mm długości.
OwoceTworzą owoc zbiorowy. Mają jajowaty kształt. Są siedzące.